# Mautnerschloss

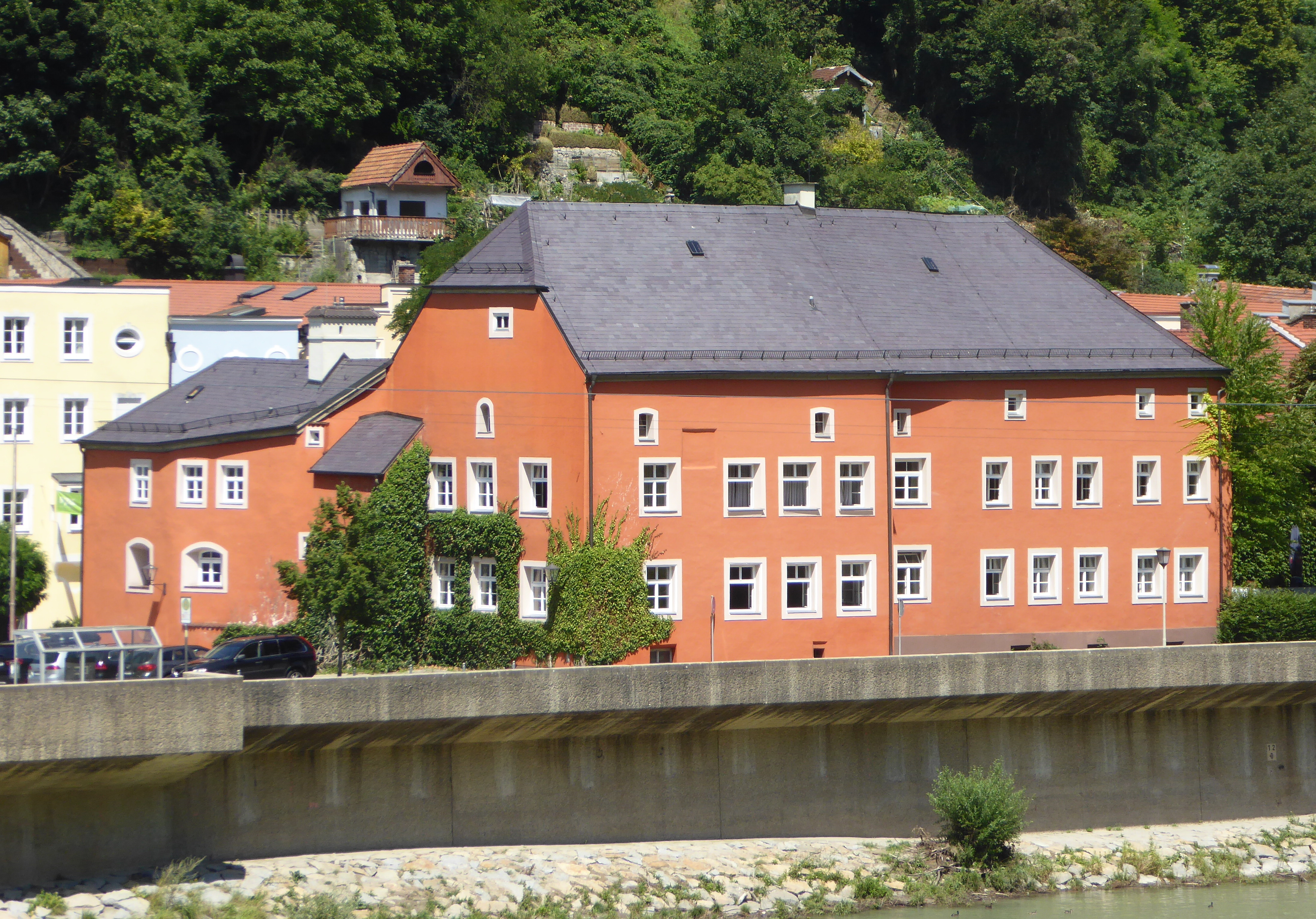
Mautnerschloss von Süden (2017)

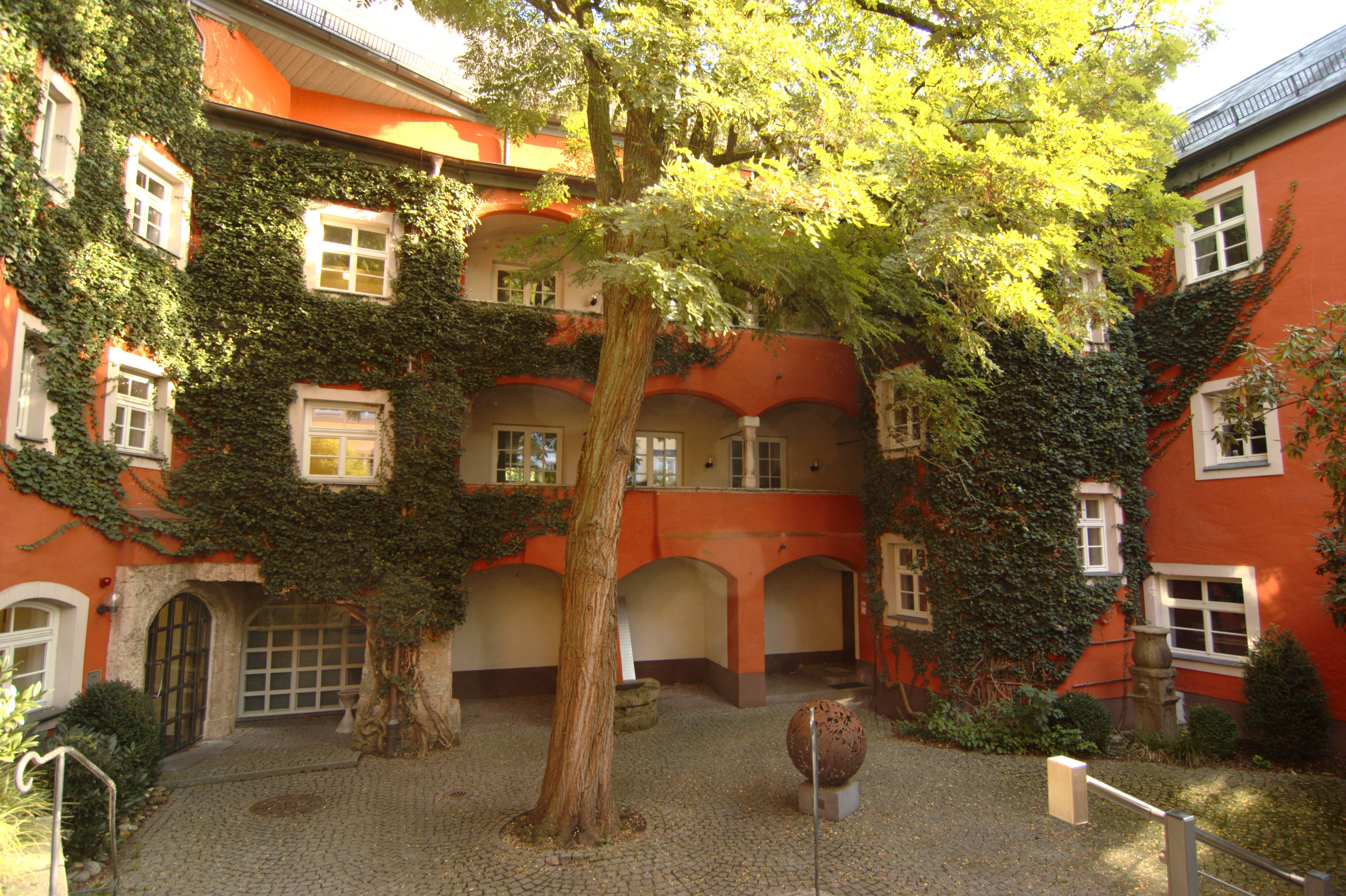
Innenhof des Mautnerschlosses (2012)

Das Mautnerschloss ist als ehemaliges kurfürstliches Mautamtshaus heute Schulungs- und Seminargebäude in der Straße In den Grüben in Burghausen.

## Baubeschreibung
Das Mautnerschloss ist ein dreigeschossiger, dreiflügliger Bau mit Walmdach und Satteldächern. Die drei Flügel sind um einen nach Westen, zur Straße hin geöffneten Innenhof gruppiert. Der Hauptbau ist auf der Innenhofseite dreigeschossig. Im ersten und zweiten Obergeschoss befinden sich Laubengänge aus der Renaissance. Zwischen dem Haupttrakt und dem südwestlich gelegenen Nebenflügel befindet sich ein polygonaler Treppenturm. Die zur Salzach ausgerichtete, gegenüberliegende Südostfassade ist im Aufbau dreigeschossig, das Erdgeschoss ist aber aufgrund der Niveauerhöhung wegen des Baus der Uferstraße Salzlände teilweise unter dem Terrain verschwunden. Diese Maßnahme wurde aufgrund des Hochwasserschutzes durchgeführt, siehe dazu Geschichte der Stadt Burghausen.

## Geschichte
Der Vorgängerbau war ein schlossartiger Bau der Adelsfamilie der Mautner zu Burghausen. Diese kontrollierten im 14. Jahrhundert den Salzhandel auf der Salzach. Später übernehmen diese Aufgabe beamtete Mautner. Der heutige Bau ist bereits auf dem Stadtmodell von Jakob Sandtner von 1574 zu erkennen. Seit dieser Zeit wurde das Grabendach des Haupttrakts durch ein Krüppelwalmdach ersetzt und der Treppenhausturm hinzugefügt. Der nordöstliche Flügel wurde wohl zu Gunsten einer Straßenverbreiterung um eine Fensterachse verkürzt.
Ludwig Thoma wohnte als Lateinschüler 1877 bis 1879 in diesem Gebäude.
Das Gebäude wird aktuell für die Volkshochschule Burghausen genutzt. Am bekanntesten ist die Nutzung durch den Jazzverein Burghausen beispielsweise für Jazzkurse und Jamsessions, aber auch im Rahmen der Internationalen Jazzwoche Burghausen. Besonders der sogenannte Jazzkeller ist ein viel genutzter Veranstaltungsort für Konzerte.

## Liste der Mautner ab 1557
| Beginn der Amtszeit | Ende der Amtszeit | Mautner                                                    |                                                                                          |
| ------------------- | ----------------- | ---------------------------------------------------------- | ---------------------------------------------------------------------------------------- |
| Vor 1557            |                   | Georg Selbherr                                             | Fürstlicher Rat                                                                          |
| 10. Februar 1557    | 1567 (†)          | Hans Eberspeckh                                            | Fürstlicher Rat                                                                          |
| 1567                | 22. August 1567   | Virgil Grebner                                             | Mautamtsgegenschreiber (interimsweise nach Tod von Hans Eberspeckh)                      |
| 22. August 1567     | 4. März 1572      | Leonhard Simon Eck                                         | zugleich Rentmeister                                                                     |
| 16. März 1572       | 2. Juli 1575 (†)  | Wilhelm Wenig                                              |                                                                                          |
| 18. Juli 1575       | 1581              | Georg Selbherr                                             | Fürstlicher Rat                                                                          |
| 17. Juni 1581       | 15. April 1586    | Paulus Pelkhover zu Afterhausen                            | Fürstlicher Rat                                                                          |
| Juni 1581           | 1587              | Hans Grezinger                                             |                                                                                          |
| 1. Januar 1588      | 10. April 1589    | Hans von und zu Neuhaus                                    | Fürstlicher Rat                                                                          |
| 4. Mai 1589         | 31. Dezember 1596 | Rudolph von Schönbrunn                                     |                                                                                          |
| 1. Januar 1597      | April 1598 (†)    | Balthasar Schronstaller                                    | Fürstlicher Rat und Salzverweser                                                         |
| 17. Juli 1598       | 31. Dezember 1605 | Christoph Ernst von Hagsdorf                               | Salzfaktor                                                                               |
| 1. Januar 1606      | 7. April 1639     | Hans Albrecht von Schrenk                                  | Fürstlicher Rat                                                                          |
| 11. April 1639      | 1641              | Marquart von Pfetten                                       | Kurfürstlicher Rat                                                                       |
| 9. Januar 1642      | 22. März 1644     | Hans Kaspar von Offenhaim zu Seibersdorf                   | Kurfürstlicher Regimentsrat und Salzbeamter                                              |
| 1644                | 31. Dezember 1656 | Franz Benno Schuß                                          | Kurfürstlicher Regimentsrat                                                              |
| 1. Januar 1657      | 1658 (†)          | Hans Friedrich von Schwabpach                              | Kurfürstlicher Regimentsrat und Salzbeamter                                              |
| 10. April 1658      | 1661              | Maximilian Ernst von Gözengrien                            | Kurfürstlicher Regimentsrat                                                              |
| 2. Januar 1662      |                   | Johann Franz Schleich                                      | Kurfürstlicher Regimentsrat                                                              |
|                     | 1667 (†)          | Franz Joachim Edlbeck                                      | Kurfürstlicher Regimentsrat                                                              |
| 1667                | 4. Mai 1686       | Johann Kaspar von Herwarth                                 | Kurfürstlicher Regimentsrat und Salzbeamter                                              |
| 1686                | 1697              | Johann Adam Sigmund von Puechleiten                        | Kurfürstlicher Kämmerer und Regimentsrat                                                 |
| 4. Mai 1697         | 25. Mai 1701 (†)  | Doktor Peter Franz Krembs                                  | Kurfürstlicher Regimentsrat                                                              |
| 26. Mai 1701        | 9. Februar 1702   | Ferdinand Marquart Joseph Freiherr von Richel zu Winhöring |                                                                                          |
| 9. Februar 1702     | 1711 (†)          | Johann Georg von Oexl                                      | Kurfürstlicher Regimentsrat und Salzbeamter                                              |
| 29. Januar 1712     | 1752 (†)          | Joseph Viktor Harscher zu Paindkofen und Päbling           | J.U.Lic., Kurfürstlicher Regimentsrat und Salzbeamter, 1728/29 zugleich Rentamtsverweser |
| 1753                | 1772              | Peter Paul Franz von Höck                                  | Kurfürstlicher wirklicher Regierungsrat (seit 1761) und Salzbeamter                      |
| 1772                | nach 1800         | Franz Peter von Göhl                                       | Kurfürstlicher Hofkämmerer und Salzbeamter                                               |